# CHiPs (película)
CHiPs es una película estadounidense de acción, comedia y buddy cop escrita y dirigida por Dax Shepard, basada en la serie de televisión homónima creada por Rick Rosner. Es protagonizada por Shepard como el Oficial Jon Baker y Michael Peña como Frank "Ponch" Poncherello, con Vincent D'Onofrio, Adam Brody, Rosa Salazar, Vida Guerra y Kristen Bell en papeles secundarios. 
La fotografía principal comenzó el 21 de octubre de 2015 en Los Ángeles (California). El film fue estrenado el 24 de marzo de 2017 por Warner Bros. Pictures.

## Argumento
El conductor de la fuga conocido como Chacho ayuda a un grupo de ladrones de bancos a evadir al Departamento de Policía de Miami. Después de intercambiar vehículos, Chacho se revela como el Agente Castillo del FBI, quien luego converge con otros agentes en un muelle y arresta a los ladrones de bancos. Al mismo tiempo, Jon Baker se inscribe en la Academia Patrulla de Caminos de California. A pesar de su bajo puntaje de aptitud en todos los campos, la sargento Gail Hernández simpatiza con Jon, señalando que él puede conducir una motocicleta mejor que la mayoría de los cadetes que ella ha entrenado y le otorga una graduación probatoria.
En una carretera de California, una  furgoneta blindada es atacada por un grupo de motociclistas. Un miembro, identificado por el guardia como "LT", acusa al guardia y a su novio en el armario TJ de robarle. TJ, respondiendo al golpe en ese momento, llega en un helicóptero de la Policía. LT informa a TJ a través de la frecuencia policial que debe elegir quién vive; él o su novio como castigo. TJ finalmente salta del helicóptero y cae y muere.
En Miami, se informa a Castillo que la CHP ha solicitado la ayuda del FBI en el atraco de la camioneta blindada, creyendo que está involucrada una red policial corrupta. Dado el alias Francis Llewellyn "Ponch" Poncherello, Ponch se asoció con Baker, antes de presentar aparentemente sus respetos a la viuda de TJ en casa. Baker señala que no hay un solo elogio, imagen u otros efectos que un piloto de helicóptero podría tener en la casa e identifica con precisión las motocicletas utilizadas en el atraco como Ducati Hypermotard (Ducati Hypermotard 939). La pandilla de motociclistas hace otro intento en una camioneta blindada. La tripulación evade a Ponch y Baker en los Ducatis más rápidos después de una larga persecución a través de Elysian Park, Los Ángeles. LT, desconfiado de las extensas investigaciones de Ponch sobre los robos, descubre por sus contactos del FBI que está encubierto, mientras que Ponch también obtiene una pista potencial sobre un apartamento en el que TJ alquilado y concluye que TJ tenía que haber sido corrupto, ya que no habría sido asequible en su salario. Sintiendo que algo todavía anda mal, Ponch y Baker vuelven a visitar la casa de TJ. Aunque se involucró en una pelea con Parish, Ponch reconoce que él no está en el círculo corrupto, después de sugerir que "LT" en realidad podría representar a Teniente. Más tarde llegan al perfil del teniente Raymond Kurtz y, aunque sospechan que él, no tienen pruebas que lo atribuyan a los atracos.
El FBI descubrió una pista prometedora de una casa de drogas en  Venecia, lo que provocó que Ponch y Baker respondieran. Durante una larga persecución con uno de los miembros de la tripulación, el oficial Brian Grieves le informa en secreto a LT que el sospechoso involucrado es su hijo. Mientras cruza un puente, el sospechoso es  decapitado por el cable industrial extendido de un vehículo de recuperación. LT llega y choca contra Baker, que lo perseguía. Parish llega en su helicóptero de la policía y lleva a un Baker inconsciente al hospital.
Petersen despide a Ponch por desobedecer sus órdenes de mantenerse alejado del liderazgo del FBI. Baker también descubre que su exesposa Karen, con quien Baker había estado viviendo, vendió su casa mientras estaba en el hospital sin decírselo. En la casa de Ponch, Baker identifica al ciclista decapitado como Raymond Reed Kurtz Jr, conectándolo con el hijo del teniente Ray Kurtz de CHP y confirmando sus sospechas anteriores. Ray secuestra a Karen y la retiene como rehén en su casa segura, pero tanto Ponch como Baker rescatan a Karen cuando la oficial Ava Pérez llega con respaldo, pero son atacados por los asociados de Ray.
Ray dispara a tres de los dedos de Ponch, dejándolo incapaz de devolver el fuego y, en cambio, confía en la mala puntería de Baker para tomar represalias. Alterando su objetivo de compensar, Baker detona accidentalmente un artefacto explosivo que incapacita a Ray y a los guardias restantes, a quienes arrestan Pérez y los otros oficiales. Ray vuelve en sí, pero es reforzado por la oficial Lindsey Taylor y luego sostiene a Baker a punta de pistola. Ponch interviene momentos antes de que Ray dispare un disparo en el brazo de Baker que rebota en un  implante de titanio y golpea a Ray en la cabeza, matándolo instantáneamente.
Baker es subido a una ambulancia para recibir tratamiento por sus heridas. Karen se ofrece a acompañarlo en el hospital, sin embargo, Baker finalmente se da cuenta de lo poco que se preocupa por él y rechaza su oferta. Ponch recibe morfina por un paramédico (que es interpretado por Erik Estrada en un cameo). Una escena final muestra a Castillo recibiendo una llamada de Peterson, quien le ofrece su trabajo en el FBI. Castillo, sin embargo, se niega y prefiere quedarse en el CHP.

## Reparto
- Dax Shepard como Oficial Jon Baker.
- Michael Peña como Oficial Frank "Ponch" Poncherello.
- Vincent D'Onofrio como Ray Kurtz.
- Isiah Whitlock Jr. como Peterson, jefe de Ponch.
- Wilmer Valderrama
- Adam Brody como Clay Allen, una oficial.
- Rosa Salazar como Ava Perez.
- Vida Guerra como Ann.
- Kristen Bell como Karen Baker, esposa de Jon.
- Jessica McNamee como Lindsey Taylor.
- Jane Kaczmarek como Jane Lindel.
- Justin Chatwin como Raymond Reed Kurtz Jr.
- Ryan Hansen como Brian Grieves.
- Maya Rudolph como Sargento Gail Hernandez.
- Ben Falcone
- Richard T. Jones como Parish.
- Adam Rodríguez como Shamus.
- David Koechner como Pat.
- Ed Begley Jr. como Wasp Driver.
- Mae Whitman como Beebee.
- Josh Duhamel como Rick.

## Estreno
Originalmente CHiPs iba a ser estrenada el 11 de agosto de 2017 pero fue movida al 24 de marzo de 2017 por Warner Bros. Pictures.

## Recepción

### Taquilla
CHiPs recaudo $ 18,6 millones en los Estados Unidos y Canadá y $ 8,2 millones en otros territorios para un total mundial de $ 26,8 millones, frente a un presupuesto de producción de $ 25 millones.
En los Estados Unidos y Canadá, CHiPs abrió junto a   Life ,   Power Rangers  y   Wilson , y se proyectó que recaudaría alrededor de $ 10 millones de 2.464 salas de cine en su primer fin de semana. The film made $500,000 from Thursday night previews at 2,400 theaters. Luego debutó con $ 7.6 millones, terminando séptimo en la taquilla.. En su segundo fin de semana, la película recaudó $ 4 millones (una caída del 48,7%), terminando noveno en taquilla.

### Respuesta crítica
En el sitio web de agregador de reseñas Rotten Tomatoes, la película tiene un índice de aprobación del 18% basado en 111 reseñas y una  calificación promedio de 3.7 / 10. El consenso crítico del sitio dice: CHiPs  abandona la entrañable inocencia de su material original, utilizando la premisa del programa de policía titular como una configuración para gags agresivamente vulgares que, en el mejor de los casos, resultan ser levemente llamativos". On Metacritic, la película tiene un puntaje promedio ponderado de 28 sobre 100 basado en 26 críticos, lo que indica "críticas generalmente desfavorables". El público encuestado por CinemaScore le dio a la película una calificación promedio de "B–" en una escala de A + a F, mientras que PostTrak informó que los espectadores dieron una puntuación positiva general del 74% y solo el 50% le dio un " Definitivamente recomiendo ".